# Piedmont and Northern Railway
 (janvier 2024).
Le Piedmont and Northern Railway (sigle de l'AAR: PN) était une importante compagnie de chemin de fer interurbain exploitant deux réseaux électrifiés, l'un en Caroline du Nord et l'autre en Caroline du Sud. La longueur totale des deux réseaux était de 206 km. Celui du nord, mesurant 39 km, reliait Charlotte à Gastonia, Caroline du Nord, avec un embranchement de 5 km vers Belmont. Celui du sud reliait Greenwood à Spartanburg, Caroline du Sud, distants de 143 km, avec un embranchement de 50 km vers Anderson. La ligne électrifiée était alimentée en 1 500 V continu, mais une grande partie de l'électrification fut abandonnée lorsque la diésélisation fut terminée en 1954. Le service voyageur s'acheva en 1951. Le réseau fut absorbé par le Seaboard Coast Line Railroad en 1969. Le P&N fit partie des chemins de fer américains de classe I.

## Les prédécesseurs
Dans les régions rurales et moins peuplées des États du sud agricoles, les réseaux de chemins de fer interurbains étaient moins répandus. Cependant, au début du XXe siècle, quelques petits réseaux électrifiés ont vu le jour.
Parmi eux, on trouvait l'Anderson Traction Company, créée le 22 juin 1904, pour desservir la ville d'Anderson en Caroline du Sud. En 1910, le réseau fut prolongé jusqu'à Belton. Le 20 mars 1909, le Greenville, Spartanburg and Anderson Railway (GS&A) fut créé en Caroline du Sud et présidé par James B. Duke de la société Duke Power ; ce dernier racheta l'Anderson Traction Company en 1910 et l'intégra à GS&A, qui utilisa alors comme point de départ son terminus de Belton pour relier Greenville au nord et Greenwood ; ces deux villes furent reliées en novembre 1912. Une extension de Greenville à Spartanburg fut achevée en avril 1914.
Le Piedmont Traction Company (PTC), propriété de Duke, fut créé en 1910 en Caroline du Nord. Ce tramway desservait la ville de Gastonia et sa périphérie. Le 3 juillet 1912, il fut prolongé jusqu'à Charlotte.

## La consolidation
Le Piedmont & Northern Railway fut créé en 1914 pour consolider le Greenville, Spartanburg & Anderson Railway en Caroline du Sud et le Piedmont Traction Company en Caroline du Nord.
Les projets visant à relier les 2 divisions entre Spartanburg, Caroline du Sud, et Gastonia, Caroline du Nord, et à réaliser une extension vers Winston-Salem, et Durham, Caroline du Nord, furent systématiquement bloqués au cours des années 1930 par le Southern Railway dont les lignes étaient hostiles au Piedmont & Northern. Le Seaboard Air Line Railroad fut le premier à se connecter avec le P&N à Charlotte et Greenwood,.

## Le réseau et les interconnexions
Le Piedmont & Northern Railway (PN) était un important chemin de fer interurbain électrifié en 1 500 V continu (le courant provenait essentiellement de la force hydroélectrique) ; il exploitait 206 km de voies normales réparties en 2 divisions séparées. La Northern division, située en Caroline du Nord et mesurant 39 km, circulait entre Charlotte et Gastonia, avec un embranchement de 5 km vers Belmont. La Southern division, située en Caroline du Sud et mesurant 143 km, circulait entre Greenwood et Spartanburg, avec un embranchement de 50 km vers Anderson. Le réseau empruntait peu de rues, ce qui devint très bénéfique lorsque les revenus dégagés par le fret dépassèrent ceux générés par les voyageurs après la Seconde Guerre mondiale. Une bonne partie de l'électrification fut abandonnée en 1954 à la suite de l'achèvement de la diésélisation. Le service voyageur prit fin en 1951.
En 1964, le PN se connectait avec les compagnies suivantes:
- le Clinchfield Railroad (CRR)
- le Carolina & North Western Railroad (C&NW)
- le Georgia and Florida Railroad (G&F)
- le Norfolk Southern Railway (NS)
- le Seaboard Air Line Railroad (SAL)
- le Southern Railway (U.S.) (SOU)
- l'Atlantic Coast Line Railroad (ACL)
- le Greenville & Northern Railroad (G&N)
- le Charleston and Western Carolina Railway (C&WC)
- le Ware Shoals Railroad.

Le réseau fut absorbé par le Seaboard Coast Line Railroad en 1969.

## Le trafic
Le P&N, bien que très impliqué dans le transport de voyageurs, fut également un gros transporteur de marchandises. Le transport le plus important était celui du charbon et du Coca-Cola, puis venait celui du coton, des matériaux de construction, et du papier.
Appartenant à Duke Power, le P&N exploitait des trains de charbon en Caroline du Nord entre Mount Holly et Terrel, pour approvisionner ses centrales de Lake Norman.

## Le devenir du matériel roulant
Certaines des locomotives électriques furent acheminées vers l'Afrique du Sud, tandis que les autres furent détruites. Le Seaboard Coast Line Railroad qui racheta le P&N en 1969, se porta acquéreur des locomotives diesel. Puis elles furent toutes détruites sauf une S-4 en service sur le Laurinburg & Souterhn, et quatre autres qui furent vendues au Venezuela.
La voiture interurbaine no 2102 de type Office Car "Carolina" (anciennement Saluda), et le Caboose x-23, sont préservés et exposés au public au Railroad Historical Center de Greenwood, Caroline du Sud.

## Les vestiges
Seules quatre des gares construites pour le P&N, et dessinées par Chales Christian Hook, sont encore visibles de nos jours en Caroline du Nord.
Dans le comté de Mecklenburg, la seule structure qui reste d'une gare du P&N est constituée par le Thrift depot de Paw Creek à Charlotte; il était à vendre en 2007. 
Dans le comté de Gaston, plusieurs structures persistent. Le dépôt de Mt Holly (NC) est en cours de restauration. L'ancien dépôt de Belmont (NC) fut restauré et servit de musée pour le P&N jusqu'en 2004 ; mais le bail ne fut pas renouvelé par le propriétaire. L'ancienne gare du P&N à Gastonia (NC) brûla en 1995. Le petit dépôt de McAdenville (NC) est toujours présent malgré une délocalisation[Passage contradictoire].
En Caroline du Sud, au moins 6 stations subsistent : Pelzer, Donalds, Hodges, Greer, Piedmont et Anderson.
À Piedmont (SC) le bâtiment semble servir de local de stockage.
À Taylors (SC), il ne reste plus que la sous station électrique et quelques piliers que l'on peut apercevoir près du viaduc de l'Enoree River du CSX.
Le segment de Pelzer à Spartanburg (SC) fut vendu par CSX à Greenville & Western Railway en 2006.
Les voies de Mt Holly à Gastonia (NC), et de Mt Holly à Belmont (NC) furent rachetées par le North Carolina Department of Transportation. En mai 2010, un projet de réhabilitation des 19 km de ligne par Patriot Rail est à l'étude.
La ville de Charlotte envisage de construire en 2009-2010 un nouveau stade pour les Charlotte Knights sur les anciennes gares de voyageurs et de marchandises du P&N.